# アブー・アル＝アターヒヤ
アブー・アル＝アターヒヤ（أَبُو الْعَتَاهِيَةِ, Abū al-ʿAtāhiya(h), 実際の発音：アブ・ル＝アターヒヤ）は、アッバース朝期に活躍した詩人。
生年については西暦747年、748年説がある。没年については西暦826年、828年説などがある。

## 名前
アブー・アル＝アターヒヤ（أَبُو الْعَتَاهِيَةِ, Abū al-ʿAtāhiya(h), 実際の発音：アブ・ル＝アターヒヤ）はクンヤ形式の通称。直訳は「アル＝アターヒヤの父」「阿呆の父」。عَتَاهِيَة（ʿatahiya(h), アターヒヤ）は名詞で「阿呆、馬鹿、低能」の意味。
彼がおどけた気ままな性質だったため、カリフのアル＝マフディーの元にいた女奴隷に夢中になった様子からつけられた、カリフに衒学的な人間だと言われたから、など通称の由来については諸説ある。
本名は إِسْمَاعِيلُ بْنُ الْقَاسِمِ بْنِ سُوَيْدٍ الْعَنزي（Ismāʿīl ibn al-Qāsim ibn Suwayd al-ʿAnazī, イスマーイール・イブン・アル＝カースィム・イブン・スワイド・アル＝アナズィー）で、ファーストネームがイスマーイール。

## 人物
シリア砂漠の中のオアシスの町の一つで生まれた。父親は吸角法で、息子のアブー・アル＝アターヒヤは壷を売って生計を立てており、大変に生活は貧しかった。しかし、徐々に天才詩人としての名声が知れ渡り、ついにはアッバース朝第3代カリフ、マフディーの目に止まり、それからまたたくまに出世していった。アブー・ヌワースと共に並び称される詩人となった。その作風は、平易な中に人生の様々な機微を詠み、清貧を称賛する作風である。

## 逸話
彼に関して、逸話が残っている。その逸話を後述する。アブー・アル＝アターヒヤは、ある時、第5代カリフ、ハールーン・アッ＝ラシードの元に招かれ、次のような詩を詠んだ。
「思いのままに、すこやかに、高き宮居の影に君、その日その日を生きたまえ。夕べに朝に、君欲しと、おぼしたまわむ者みなは、時を移さずととのわめ。たちまちに、胸の動きもとだえがち、息も微かにあえぐ時、初めて君は覚るらん、この世の快楽みな夢と…」
この詩を聞いたハールーンは、涙を流して感動したという。ハールーンの死後も、彼の正妃のズバイダから、毎年金貨100ディナールと、銀貨100ディルハムの大金を贈られ、手厚く保護された。